# Miškino
Miškino (in russo Мишкино?; in baschiro Мишкә) è un villaggio della Russia europea orientale, situato nella Repubblica autonoma della Baschiria; appartiene al rajon Miškinskij, del quale è il centro amministrativo.